# Joseph Quinn

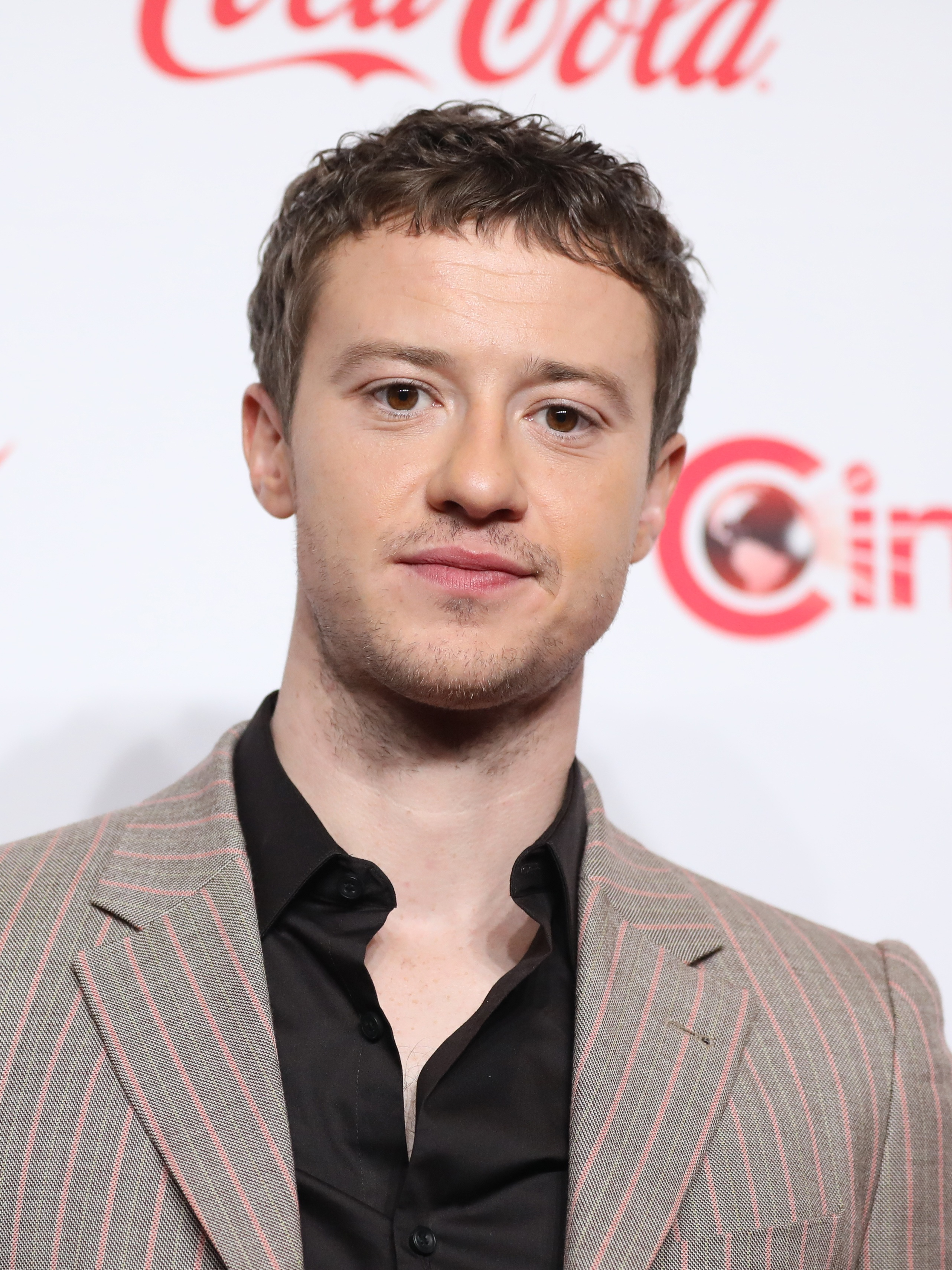
Joseph Quinn (2024)

Joseph Quinn (* 26. Januar 1994 in London) ist ein britischer Schauspieler. Größere Bekanntheit erlangte er als Eddie Munson in der Netflix-Serie Stranger Things.

## Karriere
Nach einem Studium an der London Academy of Music and Dramatic Art hatte Joseph Quinn seine erste größere Rolle in der BBC-Serie Dickensian. Dort verkörperte er von 2015 bis 2016 die Hauptrolle Arthur Havisham. 2017 spielte er in der HBO-Serie Game of Thrones für eine Folge einen Soldaten des Hauses Stark. Im selben Jahr übernahm er eine der Hauptrollen in der Miniserie Howards End. Danach folgten Auftritte in den Serien Timewasters und Les Misérables sowie im Horror-Kriegsfilm Operation: Overlord (2018). In der Miniserie Catherine the Great spielte er an der Seite von Helen Mirren Paul I., den Sohn von Katherina der Großen. 2020 war er in mehreren Episoden der BBC-Serie Strike sowie in Mangrove – einem Teil der Filmreihe Small Axe – zu sehen. 2022 verkörperte er Eddie Munson in der vierten Staffel der Netflix-Serie Stranger Things.

## Filmografie (Auswahl)
- 2011: Postcode (Fernsehserie, Folge 1x01)
- 2015–2016: Dickensian (Fernsehserie, 19 Folgen)
- 2017: Game of Thrones (Fernsehserie, Folge 7x04)
- 2017: Howards End (Miniserie, 4 Folgen)
- 2017: Timewasters (Fernsehserie, 2 Folgen)
- 2018: Operation: Overlord (Overlord)
- 2018: Les Misérables (Miniserie, 3 Folgen)
- 2019: Catherine the Great (Miniserie, 4 Folgen)
- 2019: Make Up
- 2020: Strike (Fernsehserie, 4 Folgen)
- 2020: Small Axe (Filmreihe, Folge Mangrove)
- 2022: Stranger Things (Fernsehserie, 9 Folgen)
- 2023: Hoard
- 2024: A Quiet Place: Tag Eins (A Quiet Place: Day One)
- 2024: Gladiator II
- 2025: Warfare
- 2025: The Fantastic Four: First Steps